# Хроніки дванадцяти королівств
«Хроніки дванадцяти королівств» (яп. 十二国記, джюні коккі, «дванадцять королівств») — сорокап'ятисерійний аніме-серіал за романами японської письменниці Фуюмі Оно (яп. 小野不由美), зрежисований Кобаяші Цунео (яп. 小林常夫). Уперше показувався в Японії у 2002—2003. Трансляція розтяглася більш як на рік і тривала з 9 квітня 2002 до 30 серпня 2003.
Первісно планувалося екранізувати усі новели Фуюмі Оно й серіал розраховувався на 75 серій та півторарічний показ однак через падіння рейтингу проєкт було згорнуто на 45 серіях. Фактично показано 4 історії, з яких дві присвячені Накаджімі Юці, тож можна сказати, що існуючий серіал розповідає про її пригоди у фантастичному паралельному світі.
«Хроніки дванадцяти королівств» окрім Японії були ліцензовані та показувалися в США, Австралії, Франції, Німеччині, Бразилії, Іспанії і багатьох країнах Латинської Америки, Кореї, Філіппінах, Росії та Україні. Для цього аніме перекладалося англійською, французькою, німецькою, португальською, іспанською, тагальською, корейською, російською та українською мовами.
Українською мовою серіал перекладено та озвучено студією Стармайстер. Аніме показувалося в Україні на телеканалі Тоніс у 2008 році.

## Сюжет

### Світ дванадцяти королівств
Події серіалу відбуваються у фантастичному світі. На противагу звичному для нас фентезі заснованому на архетипових уявленнях про європейське середньовіччя тут основою антуражу став стародавній Китай, однак окрім того у світі є багато абсолютно самостійних фантастичних елементів.

### Географія
Перше, що відрізняє світ дванадцяти королівств від нашого це його показна рукотворність що найяскравіше виражена в геометрично правильній та симетричній географії.
Щодо розмірів королівств то шлях з кінця в кінець пішки займає близько трьох місяців. Спираючись на це можна приблизно оцінити відстань. Денний перехід можна оцінити в 30 кілометрів — це 8—10 годин ходу не враховуючи зупинки. Оскільки йдеться саме про мандрівку, а не про перегони, то люди не йдуть щодня, а час від часу роблять денні зупинки для відпочинку чи у справах. Ще військові статути початку XX століття вважали, що війська рухаючися пішим маршем для збереження боєздатності мають робити не менше двох денних зупинок на тиждень. Схожий режим можна прийняти і для небагатих мандрівників, що йдуть пішки та несуть речі на собі. Виходячи з подібних міркувань за три місяці можна пройти до 2 тисяч кілометрів. Однак враховуючи те, що дороги не йдуть по прямій, різні життєві обставини та затримки які зазвичай враховуються у визначеннях на зразок «місяць шляху» тощо відстань від одного кінця королівства до іншого врядчи більша 1,5 тисячі кілометрів. Однак навіть у цьому випадку розміри середнього королівства становлять близько 1,5-2 мільйони квадратних кілометрів. Окрім того між королівствами існують природні межі, наприклад гори на подолання яких також треба біля місяця. Виходячи з вищенаведених міркувань усю сушу світу 12 королівств можна вписати в квадрат зі стороною біля 6—7 тисяч кілометрів. Континент своєю чергою має вигляд поставленого ромбом квадрата зі стороною близько 4,5-5 тисяч кілометрів. У цілому загальна площа сущі цього світу приблизно така як Південна чи Північна Америка.
Як видно вже з назви у світі налічується 12 держав. Хоч фактичної різниці в статусі між ними немає, але традиційно вони поділяються на 3 групи Тайкоку, Шюкоку та Кьокукоку. Тайкоку це держави розташовані по кутам континенту — східне царство Кей, південне Со, західне Хан та північне Рю. Шюкоку це держави розтаховані на бічних сторонах континенті — південно-східне царство Ко, південно-західне Сай, північно-західне Кьо та північно-східне Ен. Острівні держави звуться Шюкоку, це південно-східне царство Шун, південно-західне Рен, північно-західне Хо та північно-східне Тай.

## Автори
- Режисер — Кобаяші Цунео (яп. 小林 常夫)
- Сценаристи — Аікава Шьо (яп. 會川 昇) (відомий також як Аікава Нобору (яп. 会川昇)) (1-40 серії), Фуджіма Сеія (яп. 藤間 晴夜) (41-45 серії)
- Дизайнери персонажів — Танака Хірото (яп. 田中 比呂人), Кусумото Юко ()яп. 楠本 祐子, Ямада Акіхіро (яп. 楠本 祐子) (дизайнер оформлення новел, персонажів якого брали за основу для аніме).
- Продюсер — Суекава Кен (яп. 末川 研)
- Музика — Куніхіко Рьо (яп. 梁 邦彦)
- Композитор на виконавець музичних тем[Ком. 4] — Кіра Томохіко (яп. 吉良 知彦)

### Сейю
- Хісакава Ая (яп. 久川 綾) в ролі Накаджіми Йоко
- Коясу Такехіто (яп. 子安 武人) в ролі Кейкі
- Ішізу Ая (яп. 石津 彩) в ролі Суґімото Юки та Рокути в дитинстві
- Кувашіма Хоко (яп. 桑島 法子) в ролі Шьокеі
- Ямаґучі Каппеі (яп. 山口 勝平) в ролі Рокути (Енкі)
- Фуджівара Кеіджі (яп. 藤原 啓治) в ролі Ґьосо Саку
- Сузумура Кенічі (яп. 鈴村 健一) в ролі Ракушюна
- Окано Косуке (яп. 岡野 浩介) в ролі Аозару
- Аізава Масакі (яп. 相沢 正輝) в ролі Шьорю
- Кацукі Масако (яп. 勝生 真沙子) в ролі Хаку Санші
- Вакабаяші Наомі (яп. 若林 直美) в ролі Сузу
- Куґімія Ріе (яп. 釘宮 理恵) в ролі Тайкі
- Уеда Юджі (яп. うえだ ゆうじ) в ролі Асано Ікуї

## Медіа

### Музика
Відкриваюча та закриваюча пісні протягом серіалу не змінюються і є практично в кожній серії (відсутні лише в 39 яка закриває головну арку). Відкриваючою піснею є «Джюні ґенму кюку» (яп. 十二幻夢曲) Рьо Каніхіко, а закриваючою «Ґецумеі фуеі» (яп. 月迷風影) Арісаки Міки. Всупереч звичному відкриваюча пісня повільніша закриваючої — «Джюні ґенмукюку», точніше вступна частина яка власне й використовується в аніме, є спокійною інструментальною мелодією стилізованою під «східні мотиви» та китайську пентатонічну музику яка підкреслює екзотичний антураж серіалу в той час як «Ґецумеі фуеі» є хоч також неспішною, але дуже ритмічною піснею яка відтінює кульмінаційні моменти які в «Дванадцяти королівствах» залишають зазвичай на самий кінець серії. Цікаво, що сингл вийшов саме під назвою закриваючої пісні, а не відкриваючої.

### Сингли та альбоми
Ґецумеі фуеі (яп. 月迷風影) — сингл випушений до аніме «Хроніки дванадцяти королівств».
Список композицій:
1. Ґецумеі фуеі(яп. 月迷風影) — 5:39
2. Джюні генму кюку: когецу соя (яп. 十二幻夢曲~孤月蒼夜) — 4:29
3. Ґецумеі фуеі (інструментальна версія) — 5:39
4. Джюні генму кюку: когецу соя (інструментальна версія) — 4:29

Джюні генму кумікюку (яп. 十二国記 十二幻夢組曲) — перший альбом, що вийшов до аніме «Хроніки дванадцяти королівств».
Список композицій:
1. Джюні генму кюку(яп. 十二幻夢曲) — 4:29
2. Джюні генму кюку (субтитри) (яп. 十二国幻影) — 4:34
3. Куні: сеінару хібікі(яп. 国 聖いなる響) — 4:04
4. Йома (яп. 妖魔) — 5:30
5. Кехаі: якудо (яп. 気配 躍動) — 4:04
6. Ясоґецуда (яп. 夜想月雫) — 4:00
7. Іфуокеі (яп. 威風王景) — 3:08
8. Фушюн (яп. 風駿) — 2:18
9. Табіджі: Хозан енкеі (яп. 旅路 蓬山遠景) — 4:34
10. Джюні генму кюку (акустична версія) (яп. 十二幻夢曲) — 2:07
11. Куні: тохо реіін (яп. 国 東方麗韻) — 4:17
12. Соен: шінджіцу но сая(яп. 蒼猿 真実の鞘) — 4:48
13. Шюраі (яп. 襲来) — 2:04
14. Конмеі: хісо (яп. 混迷 悲愴) — 4:22
15. Ґецумеі фуеі (повільна версія) (яп. 月迷風影) — 3:59
16. Джюні генму кюку (соло на піаніно) (яп. 十二幻夢曲 (Piano Solo)) — 2:55

Джюні кокі імедж саундтрек джюні генму емакі (яп. 十二国記 イメージサウンドトラック 十二幻夢絵巻) — другий альбом, що вийшов до аніме «Хроніки дванадцяти королівств».
Список композицій:
1. Scene 1: Йоко (яп. Scene1:陽子) — 2:24
2. Ікюхарука (яп. 異郷遥) — 3:30
3. Джюні генму кюку: канате е но аіка (яп. 十二幻夢曲~彼方への哀歌) — 3:58
4. Кошінкю (яп. 故心郷) — 1:19
5. Scene2: камен (яп. Scene2:仮面) — 4:48
6. Харуканару Табіджі (яп. 遥かなる旅路) — 2:13
7. Ракуко (яп. 楽光) — 4:30
8. Ґудохашя (яп. 紅瞳覇者) — 1:35
9. Матендакьо (яп. 摩天打響) — 2:22
10. Рююн но паване (яп. 流雲のハヴァーヌ) — 1:47
11. Scene3: какусеі (яп. Scene3:覚醒) — 3:57
12. Sanctus: кіхаку (яп. Sanctus~祈迫) — 2:42
13. Хоґа но аса (яп. 萌芽の朝) — 1:39
14. Тохо раісан (яп. 東方礼讃) — 2:54
15. Унмеі но ракуін (яп. 運命の烙印) — 4:11
16. Хіґекі но рондо (яп. 悲劇のロンド) — 2:34
17. Ґіґунфуджін (яп. 義軍布陣) — 1:49
18. Scene4: Сушін (яп. Scene4:澄心) — 2:52
19. Ґецумеі фуеі (Scat Version) (яп. 月迷風影(Scat Version)) — 1:28
20. Ґецумеі фуеі (Instrumental) (яп. 月迷風影(Instrumental)) — 1:39
21. Йоаке: рьочьо (яп. 夜明け~旅鳥) — 1:39
22. Шіхока (яп. 偲芳歌) — 4:37
23. Муфуюсо: кючу (яп. 霧雲憂想~宮中) — 4:39
24. Айджьокюку (яп. 哀情曲) — 3:00
25. Ґенкошіншьо (яп. 眩光心象) — 2:52

Джюні кокі Хозан енкеі: кокю Memories (яп. 十二国記 蓬山遠景~胡弓 Memories) — третій альбом, що вийшов до аніме «Хроніки дванадцяти королівств».
Список композицій:
1. Куні: тохо реіін (Traditional Version) (яп. 国 ~東方麗韻(Traditional Version)) — 4:12
2. Хозан енкеі: табіджі (яп. 蓬山遠景 ~旅路) — 4:34
3. Джюні ґенму кюку (Acoustic Version) (яп. 十二幻夢曲 (Acoustic Version)) — 2:07
4. Чьокун (яп. 澄空雲) — 1:36
5. Кодама кюсеі (яп. 木霊響声) — 2:32
6. Руіка (яп. 涙華) — 1:52
7. Ясоґецуда (яп. 夜想月雫) — 3:56
8. Шіхока (Кокю Version) (яп. 偲芳歌 (胡弓Version)) — 4:31
9. Шюраі: Ренса (яп. 襲来 ~連鎖) — 2:04
10. Рюун но паване: аіка (яп. 流雲のパヴァーヌ ~哀歌) — 2:23

Джюні кокі ясоґецуда: Piano Memories (яп. 十二国記 夜想月雫 Piano Memories) — четвертий альбом, що вийшов до аніме «Хроніки дванадцяти королівств».
Список композицій:
1. Джюні ґенму кюку (Piano Arranged Version) (яп. 十二幻夢曲 (Piano Arranged Version)) — 3:31
2. Ракуко (Piano Solo) (яп. 楽光 (Piano Solo)) — 4:13
3. Шіхока (Piano Solo) (яп. 偲芳歌 (Piano Solo)) — 3:50
4. Куні: сеінару нібікі (Piano Arranged Version) (яп. 国 聖なる響 (Piano Arranged Version)) — 4:07
5. Йоаке: рючьо (Piano Arranged Version) (яп. 夜明け 旅鳥 (Piano Arranged Version)) — 2:52
6. Тохо раісан: Minimal China (Piano Arranged Version)(яп. 東方礼讃 Minimal China (Piano Arranged Version)) — 3:46
7. Іцумо но аса (яп. いつもの朝 予感) — 5:27
8. Кошінкю (Piano Arranged Version) (яп. 故心郷 (Piano Arranged Version)) — 2:37
9. Ясоґецуда (Piano Arranged Version) (яп. 夜想月雫 (Piano Arranged Version)) — 4:28
10. Ґенкошіншьо (яп. 眩光心象) — 2:52